# Rafael Cuíña
Rafael Cuíña Aparicio (Lalín, 1972) es un político y empresario español, alcalde de Lalín desde junio de 2015 hasta junio de 2019.
Es hijo del político gallego Xosé Cuíña (1950 - 2007).
Fue conocido por pertenecer al ala galeguista del Partido Popular de Galicia, partido del cual formaba parte su padre. Es una de las personalidades representativas del nuevo galleguismo, desde posiciones críticas con respecto a algunas actuaciones de su ex-formación sobre el idioma gallego. En la actualidad forma parte de Compromiso por Galicia junto con otras destacadas personalidades del panorama político de Galicia como la ex-conselleira de Vivienda Teresa Táboas o el exsenador Xosé Manuel Pérez Bouza. 
Cursó estudios de Derecho en la Universidad de El Escorial (Madrid) aunque nunca llegó a finalizarlos. Es miembro del Instituto Galego de Estudios Autonómicos (IGEA), la asociación lingüística Prolingua, y Galegolab, además de colaborador de la cadena SER, El Correo Gallego y Galicia Confidencial.